# Thurnerspur

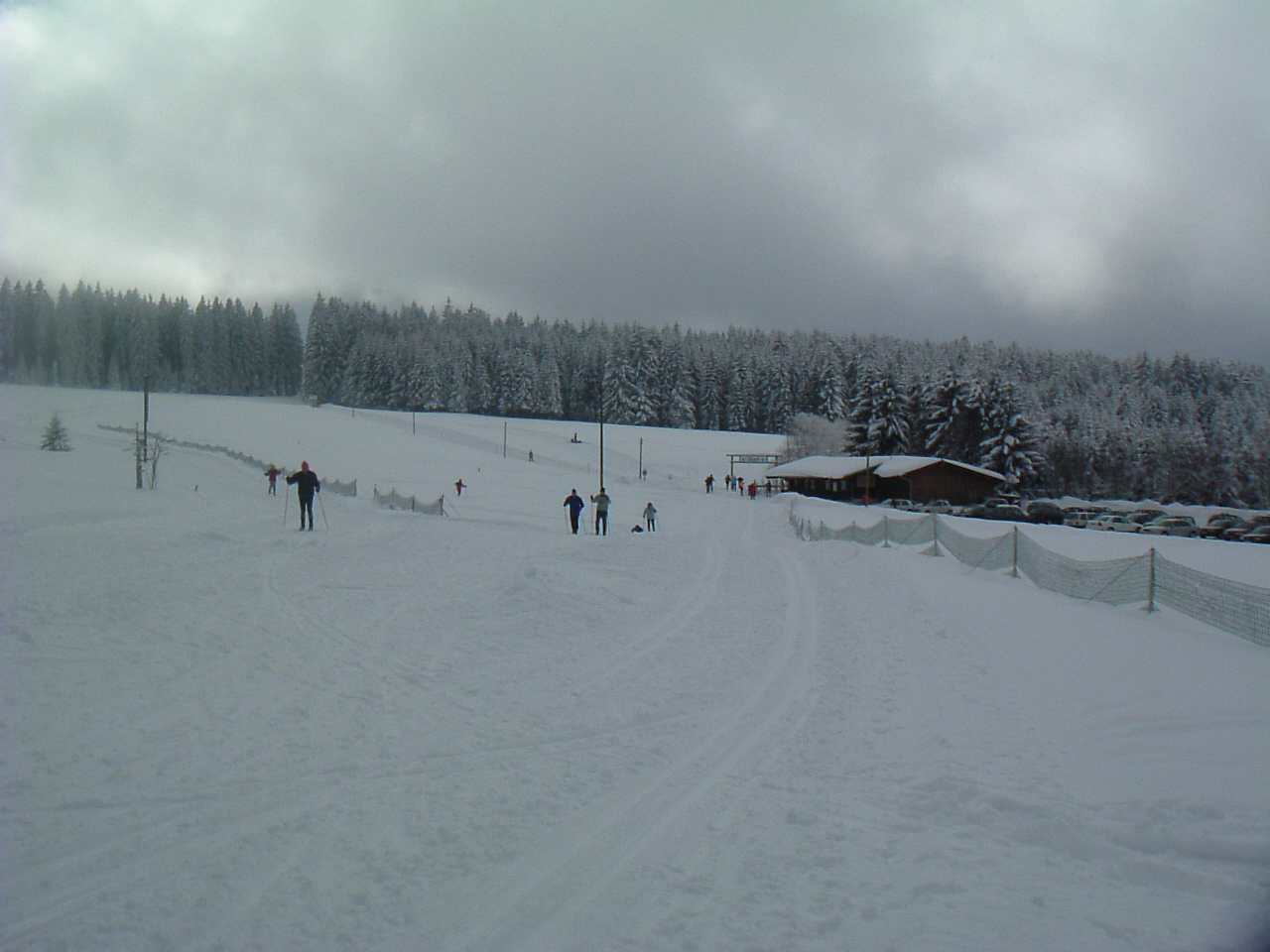
Langlaufzentrum Thurnerspur, am Loipenhaus

Die Thurnerspur ist das älteste Langlaufzentrum Deutschlands. Der Betreiber, Club Thurnerspur e. V., wurde am 6. Oktober 1972 gegründet.

## Lage
Die Thurnerspurloipen liegen am Thurnerpass (1030 m ü. NHN) im Schwarzwald. Thurner ist als Weiler ein Gemeindeteil des ca. 8 km entfernten St. Märgen in Baden-Württemberg (Deutschland). Die Passhöhe, welche das Zentrum des Weilers bildet, befindet sich etwa 8 km südlich des Kernorts der Gemeinde St. Märgen. Die Loipen starten an der Passhöhe und verlaufen z. T. bis zur Weißtannenhöhe (1190 m), einem Berg zwischen Thurner und Hinterzarten.

## Loipen

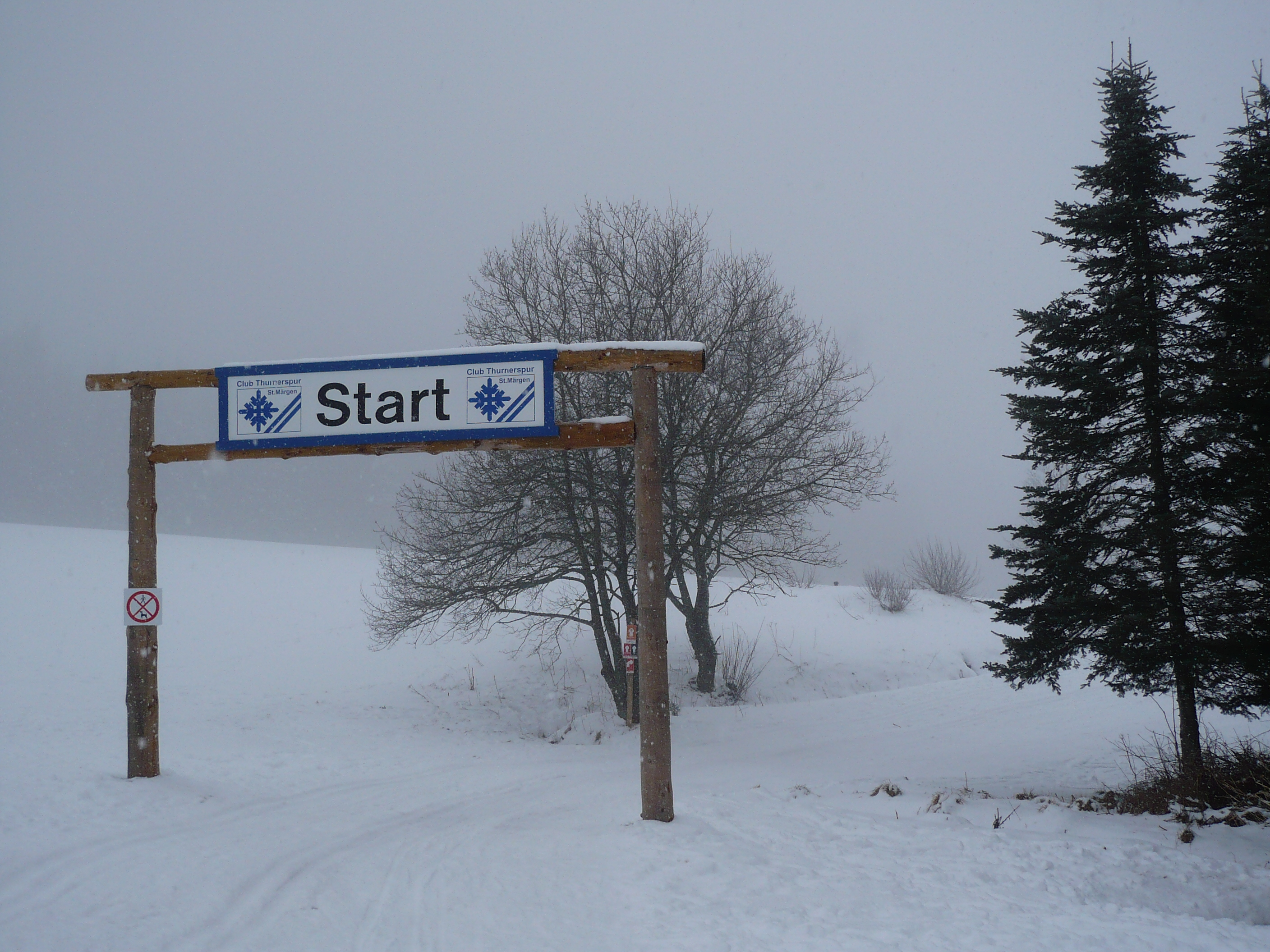
Startpunkt der Thurnerspur-Loipen

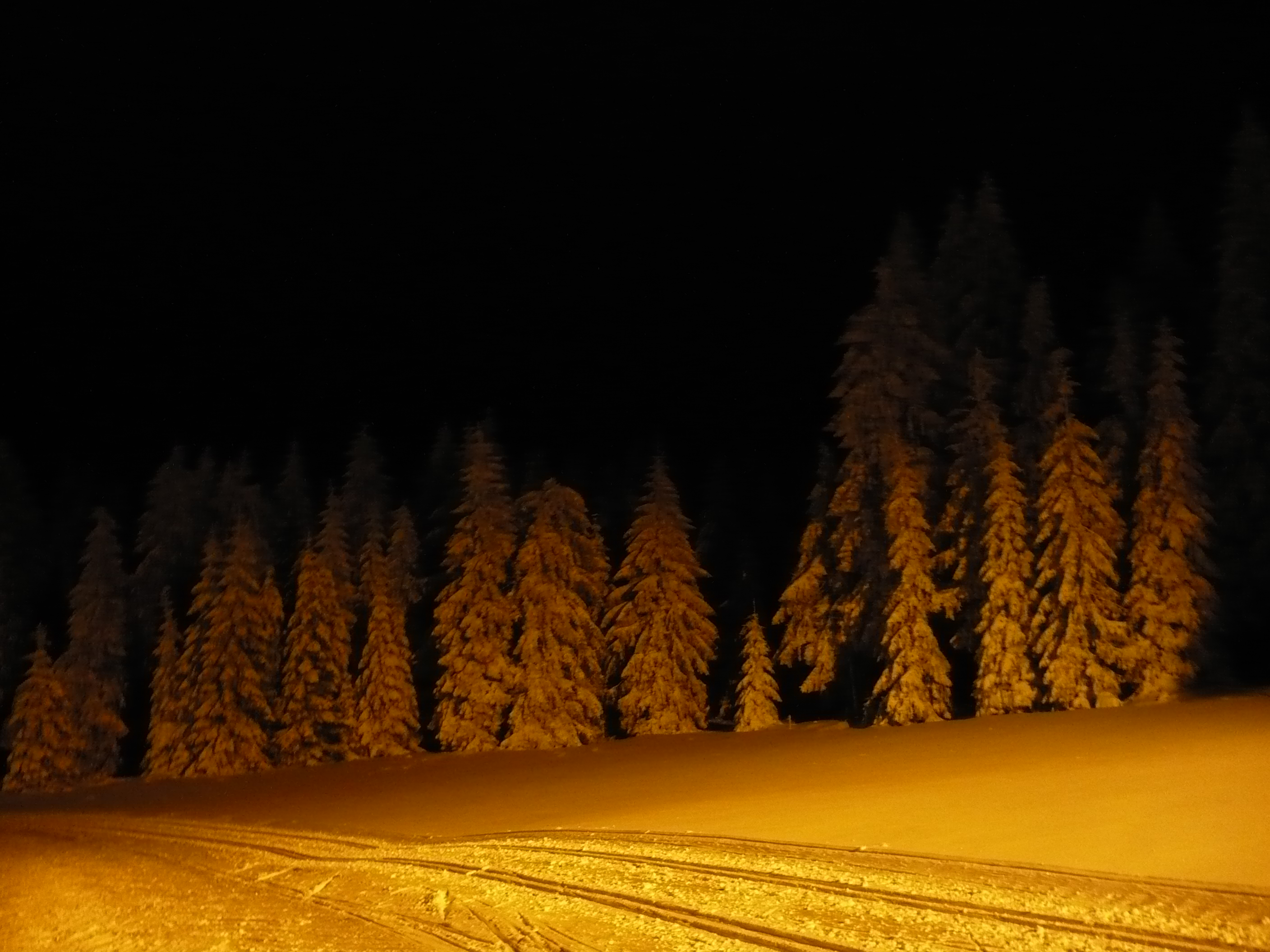
Flutlichtloipe

Auf dem Thurner gibt es drei Loipen, eine klassische Strecke mit ca. 15 km Länge, eine Skatingstrecke und eine kurze Trainingsschleife, die Dienstag und Donnerstag abends beleuchtet wird.
- Klassische Loipe (15 km, vom Thurnerpass (1030 m) zur Weißtannenhöhe (1190 m), um den Doldenbühl (1098 m)) und zurück. Der Höhenunterschied beträgt 130 Meter, die Summe der Anstiegshöhenmeter 260 Meter. Abkürzungen: 5 km und 7 km, Anschlüsse nach Hinterzarten (vom Thurner nach Hinterzarten: 14 km, Höhenunterschied 145 m), Breitnau, St. Märgen und Waldau, indirekt nach Titisee-Neustadt sowie zum Fernskiwanderweg Schonach–Belchen, der teilweise auf der klassischen Strecke verläuft.
- Skatingloipe (beiderseits der Passhöhe, seit der Saison 2001/2002). Die Skatingloipe ist 7 km lang. Kurz nach dem Start am Loipenhaus trennt sie sich von der klassischen Spur und zweigt in den Wald ab. Darauf folgen abwechselnd längere Anstiege und Abfahrten. Den höchsten Punkt hat man bei 1061 m erreicht.
- Flutlichtloipe (ca. 2,5 km + 1 km Erweiterung am Thurnerpass, beleuchtet dienstags, mittwochs und donnerstags von 18.00 bis 21.00 Uhr) für Klassisch und Skating.

## Organisation, Ausstattung

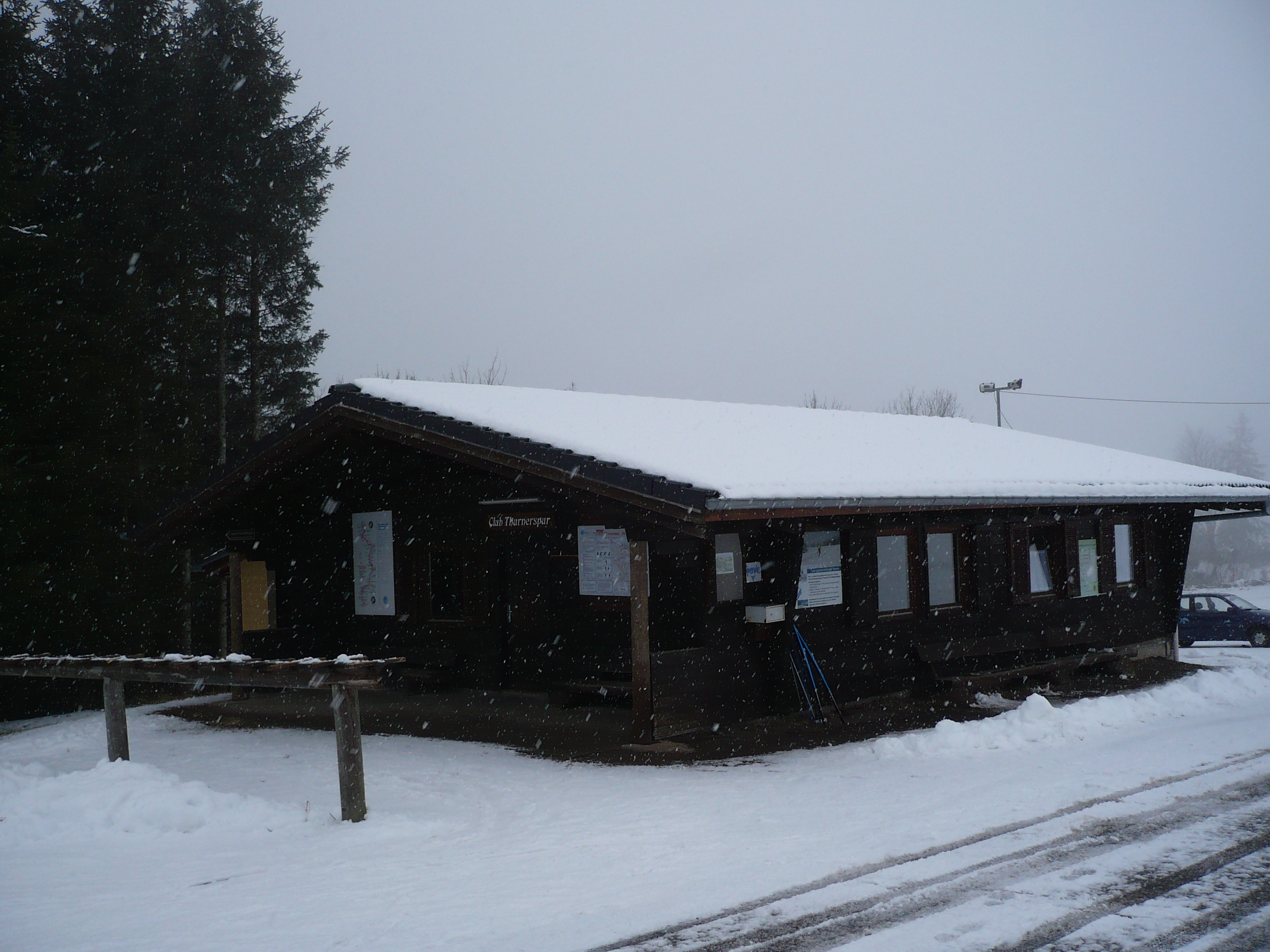
Das Loipenhaus

Der Club Thurnerspur e. V. ist ein Zusammenschluss von Skilangläufern nach skandinavischem und Schweizer Vorbild zum Zweck der Selbsthilfe. Die Mitgliedsbeiträge werden zur Pflege der Loipe verwendet. Er besteht aus über 5000 Mitgliedern (Stand Januar 2017).
Am Start der Loipen befindet sich eine beheizte Blockhütte mit Aufenthalts- und Wachsraum sowie Umkleideräume mit Duschen und WC. Dort befindet sich auch ein vom Club Thurnerspur betriebener Kiosk.